# Syron
Syron é uma cantora inglesa que ganhou notoriedade quando teve sua música executada nas emissoras de rádio da BBC Radio 1 e 1Xtra. Foi classificada como "one to watch" pela MTV e nomeada como "one of 2012’s coolest new female talents" pela revista ID. Ela também foi indicada no blog da banda The xx, e pelos sites Idolator  e Popjustice, além de ter sua música twittada por Danny Brown.
Syron também foi aluna na BRIT School of Performing Arts & Technology, em Croydon, South London.

## Discografia

### EPs
- Lucid (2014)

### Mixtapes
- Mixtape 1 (2012)
- Mixtape 2 (2013)

### Singles

#### Como artista principal
- "Breaking" (2012)
- "Waterproof" (2013)
- "Here" (2013)
- "Colour Me In" (2013)
- "Three Dreams" (2014)
- "All I Need" (2015)

#### Como artista convidada
- Rudimental - "Spoons" (2012)
- Solo - "Home Is Where It Hurts" (2012)
- Tensnake - "Mainline" (2012)
- Redlight - "Thunder" (2014)
- Mista Silva - "Green Light" (2014)